# Illoud
Illoud is een gemeente in het Franse departement Haute-Marne (regio Grand Est) en telt 303 inwoners (2004). De plaats maakt deel uit van het arrondissement Chaumont.

## Geografie
De oppervlakte van Illoud bedraagt 13,6 km², de bevolkingsdichtheid is 22,3 inwoners per km².
De onderstaande kaart toont de ligging van Illoud met de belangrijkste infrastructuur en aangrenzende gemeenten.

## Demografie
Onderstaande figuur toont het verloop van het inwonertal (bron: INSEE-tellingen).